# Ižkovce
Ižkovce es un municipio del distrito de Michalovce en la región de Košice, Eslovaquia, con una población estimada a final del año 2024 de 92 habitantes.
Se encuentra ubicado al noreste de la región, en la cuenca hidrográfica del río Bodrog (afluente derecho del Tisza) y cerca de la frontera con la región de Prešov, Ucrania y Hungría.

## Demografía
| Año        | 1994 | 2004    | 2014    | 2024    |
| ---------- | ---- | ------- | ------- | ------- |
| Población  | 107  | 113     | 102     | 92      |
| Diferencia |      | +5,60 % | −9,73 % | −9,80 % |

| Año        | 2023 | 2024 |
| ---------- | ---- | ---- |
| Población  | 92   | 92   |
| Diferencia |      | +0 % |